# End of Innocence
End of Innocence é o segundo DVD da banda finlandesa de metal sinfônico Nightwish, que foi lançado em 23 de outubro de 2003 na Finlândia pela Spinefarm Records. Embora incomum nos DVDs de música, a principal parte do disco é dedicada ao End of Innocence Documentary, um documentário que contém uma longa entrevista com o líder e tecladista da banda Tuomas Holopainen, o baterista Jukka Nevalainen, e Tapio Wilska, músico e amigo da banda; além de cenas das turnês passadas e filmagens em geral.
Há também material ao vivo no DVD, como um show gravado em Oslo, Noruega em 4 de julho de 2003, e um show gravado em Dinkelsbühl, Alemanha em 23 de agosto de 2002, presente também no CD Live at Summer Breeze 2002, que foi lançado na edição limitada de End of Innocence.

## Faixas

### Documentário principal
Lista de faixas do End of Innocence Documentary:
1. "How It All Began"
2. "Tavastia Club, Backstage"
3. "Bless the Child"
4. "Tero's Duties"
5. "Caverock"
6. "First Steps"
7. "Heavier Sound"
8. "First Gigs"
9. "Oceanborn"
10. "Sami"
11. "Finnish Midsummer Activities"
12. "First Tour"
13. "The Duties of the Bass Player"
14. "Losing the Innocence"
15. "The Night Owl"
16. "South Korea"
17. "Unnecessary Footage..."
18. "Adventures in Russia"
19. "Wishmaster"
20. "Practical Jokes"
21. "Even More Unnecessary Footage..."
22. "Dead Boy's Poem / Slaying the Dreamer"
23. "South America"
24. "Century Child"
25. "Kitee by Night"
26. "What Makes Tuomas Tick?"
27. "No Balance"
28. "Slain Dreamer"
29. "Keeping the Innocence"
30. "The Innocent & the Credits

### Material ao vivo
Ao vivo em Oslo, Noruega, 4 de julho de 2003:
| N.º | Título                           | Compositor(es)                | Duração |  |
| 1.  | "Sleeping Sun"                   | Tuomas Holopainen             | 4:52    |  |
| 2.  | "Wild Child" (cover de W.A.S.P.) | Blackie Lawless, Chris Holmes | 6:08    |  |
| 3.  | "Beauty and the Beast"           | Holopainen                    | 6:11    |  |
| 4.  | "She Is My Sin"                  | Holopainen                    | 4:57    |  |
| 5.  | "Slaying the Dreamer"            | Holopainen                    | 5:39    |  |

Ao vivo em Dinkelsbühl, Alemanha, 23 de agosto de 2002:
| N.º | Título                                              | Compositor(es) | Duração |  |
| 1.  | "End of All Hope"                                   | Holopainen     | 3:58    |  |
| 2.  | "Dead to the World"                                 | Holopainen     | 4:28    |  |
| 3.  | "10th Man Down"                                     | Holopainen     | 5:26    |  |
| 4.  | "Slaying the Dreamer"                               | Holopainen     | 3:55    |  |
| 5.  | "Over the Hills and Far Away" (cover de Gary Moore) | Moore          | 6:00    |  |
| 6.  | "Sleeping Sun"                                      | Holopainen     | 4:37    |  |

### Material bônus
1. Videoclipes de "End of All Hope" e "Over the Hills and Far Away"
2. Entrevista para a MTV Brasil
3. Galeria de fotos

## Desempenho nas paradas
| País     | Parada (2003)              | Melhor posição |
| -------- | -------------------------- | -------------- |
| Alemanha | Media Control Charts (CD)  | 2              |
| Alemanha | Media Control Charts (DVD) | 62             |

## Créditos
A seguir estão listados os músicos e técnicos envolvidos na produção do álbum End of Innocence:

### A banda
- Tuomas Holopainen – teclado
- Emppu Vuorinen – guitarra
- Tarja Turunen – vocais
- Jukka Nevalainen – bateria, percussão
- Marco Hietala – baixo, vocais